# Joseph Cook
Pour les articles homonymes, voir Cook.
Joseph Cook (7 décembre 1860 - 30 juillet 1947) est un homme d'État australien. Il fut le sixième Premier ministre d'Australie.

## Biographie
Il est né à Silverdale, une petite cité minière près de Newcastle-under-Lyme dans le Staffordshire en Angleterre. Il commença de travailler à la mine dès l'âge de 9 ans. Il épousa Mary Turner en 1885 et peu après émigra en Nouvelle-Galles du Sud.
Cook s'installa à Lithgow et travailla dans les mines locales, devenant secrétaire général de l'association des mineurs de l'ouest ("the Western Miners Association") en 1887. En 1888, il participa aux manifestations contre l'immigration des chinois. Il fut un membre actif de la "Single Tax League" et fut un des membres fondateurs de "the Australian Labor Party" (parti travailliste australien) en 1891.
Il fut élu député de Nouvelle Galles du Sud pour le siège de Hartley en 1891 à la première entrée du Parti travailliste dans la vie politique australienne. En 1894, Cook prit la tête d'un groupe qui refusa d'accepter la décision de la direction d'imposer à tous ses députés de voter selon les consignes du parti. Il quitta le parti travailliste et suivit George Reid au "Free Trade Party". Il fut ministre du gouvernement Reid de 1894 à 1899.
Quand le premier parlement fédéral fut élu en 1901, Cook fut élu, sans opposition du parti travailliste, député de Parramatta, un siège qui comprenait à l'époque la région de Lithgow. Il n'eut pas de poste dans le premier gouvernement de Reid en 1904-1905 car Reid avait besoin de portefeuilles ministériels pour les membres du parti "Protectionist" d'Alfred Deakin. Quand Reid se retira de la direction de son parti en 1908, Cook accepta de fusionner son parti avec celui d'Alfred Deakin qui devint le leader du nouveau "Commonwealth Liberal Party".
Cook fut nommé ministre de la défense du gouvernement Deakin en 1909-1910, puis prit sa place de chef du parti quand son gouvernement fut battu par le parti travailliste aux élections de 1910. Il avait déjà à cette époque abandonné toute référence au socialisme.

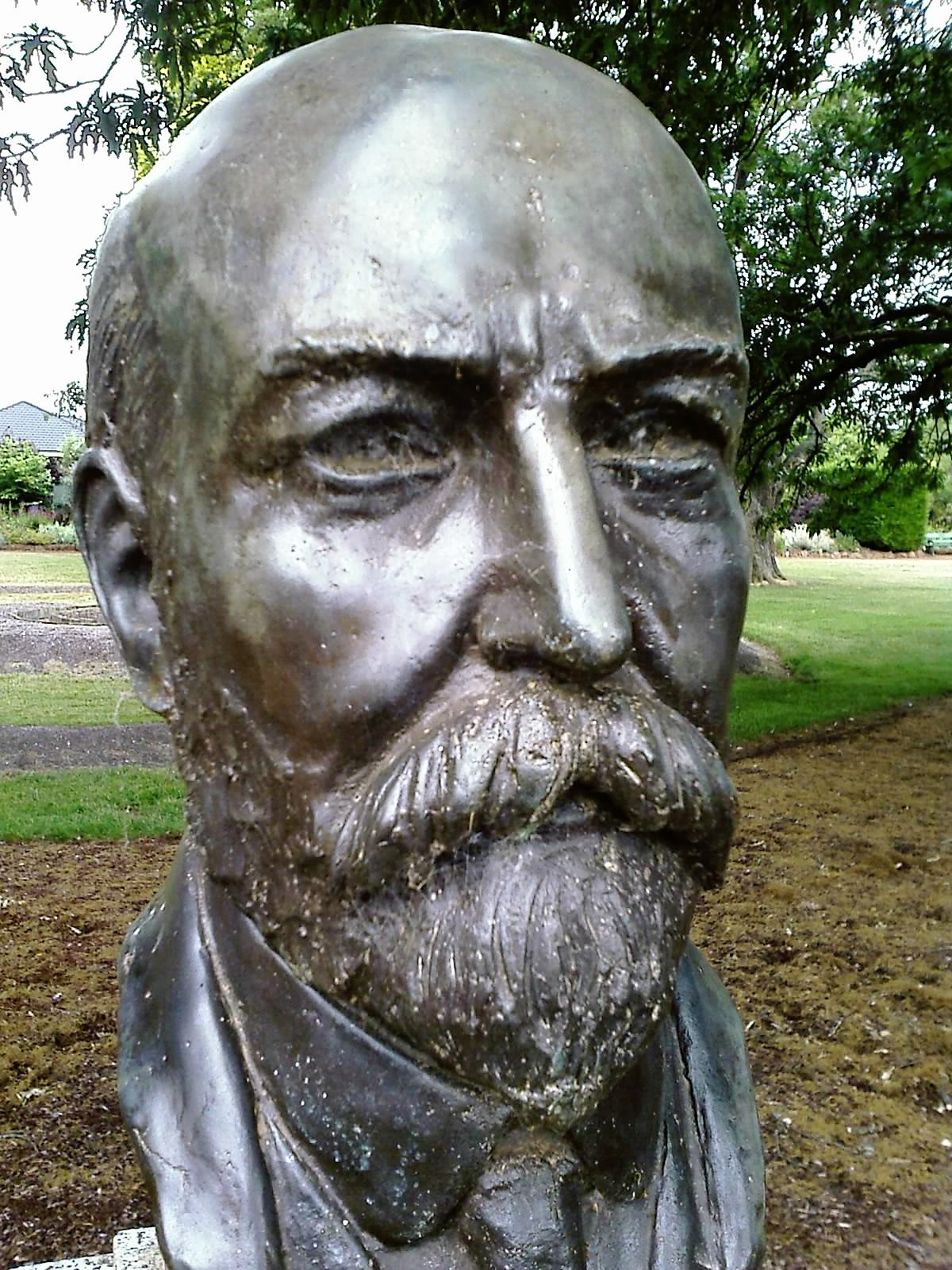
Buste de Joseph Cook à Ballarat.

Aux élections de 1913, son parti gagna les élections d'une voix tandis que le parti travailliste gagna les élections sénatoriales et il devint donc le 6e Premier Ministre d'Australie. Incapable de gouverner sans majorité au Sénat, Cook décida de faire dissoudre les deux assemblées. Il abrogea un décret d'emploi protégé dans les services publics  pour les membres du parti travailliste, un décret qu'il savait que le sénat refuserait de voter. Devant l'impasse ainsi créé, le Gouverneur général fut obligé de dissoudre les deux chambres parlementaires.
Malheureusement pour lui, la Première Guerre mondiale  éclata en septembre 1914, en plein milieu de la campagne électorale. Il fut facile à son opposant travailliste de faire valoir que son parti était favorable à des forces armées australiennes tout à fait indépendantes de la Grande-Bretagne, ce qui n'était pas de l'avis de Cook. Cook fut battu et son rival, Fisher, élu.
En 1916 le gouvernement travailliste éclata quand le successeur de Fisher, Billy Hughes, essaya d'introduire la conscription. Cook accepta de devenir député pour le nouveau parti de Hughes: "the new Nationalist Party" et devint ministre de la marine. Le parti nationaliste remporta largement les élections de  1917 et 1919. Cook fit partie de la délégation australienne à la  conférence de paix de Paris où il défendit la politique de l'Australie blanche et demanda l'annexion de la Nouvelle-Guinée, colonie allemande, par l'Australie. Il fut ministre des finances en 1920 et 1921.
Cook quitta le parlement en 1921 et fut nommé "Australian High Commissioner" à Londres,où il séjourna jusqu'en 1927. En 1928 et 1929, il présida la commission royale nommée par le gouvernement fédéral pour enquêter en Australie-Méridionale.
Il mourut à Sydney le 30 avril 1947.